# Арсеньев, Алексей Иванович
Алексей Иванович Арсеньев (1765 — 25 мая (6 июня) 1820) — государственный деятель, тверской и московский вице-губернатор, действительный статский советник.

## Биография
Из дворян Московской губернии. Второй из пяти сыновей статского советника Ивана Михайловича Арсеньева (16.03.1726 — 5.02.1799), служившего опекуном Московского опекунского совета. Родной племянник видного военного и государственного деятеля XVIII в., правителя Иркутского наместничества, генерал-поручика М. М. Арсеньева. Младший брат волынского вице-губернатора и курляндского губернатора Н. И. Арсеньева, с которым ассоциируется в некоторых биобиблиографических справочниках. По-видимому, был знаком с Г. Р. Державиным, будучи его дальним родственником (четвероюродным племянником), вместе с отцом и братом — Николаем, неоднократно упоминается в письмах Державина.
В службу записан в 1771 году. Воспитывался в Сухопутном шляхетном кадетском корпусе. С 18.02.1785 из кадет выпущен поручиком Тульского пехотного полка; в том же году и в том же чине уволен от военной службы для определения к статским делам.
В 1786 служил секретарем при Московском почтамте. С 31.12.1793 пожалован в чин коллежского асессора и в том чине в 1794—1796 годах служил секретарем канцелярии генерал-губернатора Рязанского наместничества, генерал-аншефа И. В. Гудовича. В 1796 назначен одним из управляющих директоров Ассигнационного банка в С.-Петербурге и служил в той должности в 1796—1797 годах. С 9.06.1797 пожалован в чин надворного советника, с оставлением в должности. Вместе с другими директорами Ассигнационного банка, в том же — 1797, был обвинен в служебной халатности, арестован и предан следствию за хищение 8 664 руб. в ассигнациях, совершенных служащими клерками банка. Однако, вскоре был прощен, восстановлен в службе и с 4.12.1798 пожалован в чин коллежского советника, с оставлением в должности, велено «считаться в настоящих чинах, по старшинству своей службы, со сверстниками их Заемного и Вспомогательного банками, указами Нашими от 14 и 30 октября сего года произведенными». После увольнения из банковских чиновников числился при Герольдии «не у дел».
Высочайшим указом от 4.12.1800, из числящихся при Герольдии коллежских советников назначен на вакансию советником 1-й экспедиции о государственных доходах Государственного казначейства «с чином и жалованием по месту», то есть с одновременным производством в чин статского советника. Служил в той должности с декабря 1800 по июль 1802 года.
В том же чине — статского советника, высочайшим указом от 24.07.1802, назначен на вакантную должность тверского вице-губернатора. С июля 1802 по август 1808 года служил вице-губернатором и правителем казначейства Тверской губернии. Избрание в 1806 тверским губернским предводителем дворянства не состоялось. По высочайшей конфирмации, последовавшей 18.08.1808 на докладе 1-го департамента Правительствующего Сената, «удален» от должности тверского вице-губернатора. Подал на высочайшее имя прошение, с жалобой на сенатское решение. Прошение было передано на рассмотрение Государственного совета, который, своим решением от 5.04.1809, предложил императору причислить Арсеньева к Герольдии «для определения к другим делам». Высочайшим указом от 30.04.1809 года, причислен к Герольдии «для определения к должности званию его соответственной».
Из статских советников, состоящих при Герольдии «не у дел», высочайшим указом от 29.12.1809, назначен на открывшуюся вакансию вице-губернатора и правителя казначейства Московской губернии. После начала Отечественной войны 1812 года, высочайшим указом от 17.07.1812, пожалован в чин действительного статского советника, с оставлением в должности и одновременно с предводителем дворянства Московского уезда Московской губернии, бригадиром А. А. Арсеньевым — отцом Ильи Арсеньева, пожалованного из бригадиров также в чин действительного статского советника. Тем же указом из бригадиров в чин действительного статского советника был пожалован предводитель дворянства Рузского уезда Московской губернии, бригадир граф Николай Петрович Толстой, дальний родственник первой жены А. И. Арсеньева.
После Бородинского сражения, практически из-под носа наполеоновских войск, в первых числах сентября 1812 года эвакуировал из Москвы через Рязань во Владимир и сохранил губернскую казну. Тогда же — с 20 июня 1812, состоял членом 2-го комитета для приёма и записки пожертвований на образование Московской военной силы под председательством действительного тайного советника, князя Н. Б. Юсупова [Старшего], в короткий срок собравшего свыше трёх миллионов рублей пожертвований для организации полков московского ополчения; по должности московского губернского казначея и члена 2-го комитета отвечал за сбор, учёт, распределение и сохранность денежных пожертвований. Лично пожертвовал 300 руб. на военные нужды. Документы по Московской губернии свидетельствуют: «С 20 июля по 31 августа — 3 293 790 р. 16 к. Все сии деньги собраны были первым комитетом, составленным для приема пожертвований на образование Московской военной силы. Закрытие сего комитета, по приближению к Москве неприятеля, последовало в 12-м часу ночи на 31 августа. По распоряжению начальства дела, денежная казна и прочее отправляемо было во Владимир; во времени сего отправления, совершавшегося почти в виду неприятеля, московский вице-губернатор Арсеньев успешными распоряжениями своими спас от разграбления в разных местах хранившиеся деньги, всего 6 768 057 руб.»
Высочайшим указом от 13.10.1813, уволен от должности московского вице-губернатора с причислением к Герольдии Правительствующего Сената «до определения к другим делам». Состоял при Герольдии до своей кончины.
Кавалер ордена Святой Анны 2 степени с алмазными украшениями (7.09.1807). Имя его увековечено на 28-й плите стен храма Христа Спасителя. Тарусский, подольский и тульский помещик. По-видимому, занимался коллекционированием. Будучи тверским вице-губернатором, делал заказы у известного русского художника, скульптора и графика И. И. Теребнёва, жившего в Твери, который в 1806 исполнил для Арсеньева карандашный рисунок на пергаменте «Добродетельная римлянка». После отставки с семьей жил в Москве, в доме № 499 по ул. Большой Ордынке, 4-го квартала Пятницкой части Москвы, в приходе церкви Святого Георгия на Всполье, ранее «обгорелой каменной дом», принадлежавший московской мещанке Екатерине Ивановне Калашниковой. Похоронен в Московском Даниловом монастыре вместе со второй супругой — Анной Петровной.

## Отзывы
По отзывам современников, Арсеньев обладал организаторскими способностями. Однако, его карьере мешал алкоголизм. По этой причине, после освобождения Москвы от наполеоновских войск и восстановления работы присутственных мест и др. органов власти, по представлению московского главнокомандующего, графа Ф. В. Ростопчина, императором Александром I был отставлен от должности московского вице-губернатора. Граф Ростопчин 22.08.1813 докладывал императору: «Нерадивость чиновников здешней казённой палаты вынудила меня войти с представлением к г-ну Гурьеву. Вице-губернатор Арсеньев бывает ежедневно пьян до положения риз, и подчиненные следуют его примеру. Я не вмешивался в организацию торговли крепкими напитками по уходе неприятеля, но не вижу никакой надобности продавать на миллион рублей водки в пользу вице-губернатора, откупщиков и чиновников <…> Ежели Ваше Императорское Величество сочтете должным сменить этого вице-губернатора, то я покорно прошу Вас назначить на его место московского обер-полицмейстера полковника Дурасова, с производством его в статские советники». Он же — Ростопчин, позднее вспоминал: «Главные из состоящих под моим начальством лица были следующие <…> Арсеньев не лишен был способностей, но отупел от злоупотребления крепкими напитками, и я в конце 1813 года принужден был сменить его».
По-видимому, по той же причине Арсеньев ранее был отставлен от должности тверского вице-губернатора. «Удаление» его от должности произошло «по случаю происходивших между ним и тамошним гражданским губернатором Ушаковым личностей <…> за разные по службе беспорядки». В своём представлении о причислении Арсеньева к Герольдии, Государственный совет, который рассматривал его дело, отметил, что «из всех обстоятельств оного [дела] видно, что преступления Арсеньева не заключают в себе большой важности, и от всех беспорядков, какие Правительствующим Сенатом на счет его отнесены, никакого вреда не произошло, да и Правительствующий Сенат, не находя, чтоб Арсеньев подвергался за то особливому суждению, в докладе своем представлял только о удалении его от настоящей должности: то Совет, из существа самого решения сего не усматривая, чтоб Арсеньев лишен был вовсе права продолжать службу, полагает…»
Вместе с тем, сама должность вице-губернатора и правителя Казённой палаты, даже если чиновник не казнокрад, могла приносить неприятности. Незадолго до его отставки писали: «Московского вице-губернатора Арсеньева здешняя публика столь же мало жалует, как и сама древняя российская столица. Приезжие утверждают, будто от любит жить в системе налогов. Неизвестно, справедливы ли слухи эти; но замечательно то, что в подобным местах, особливо в нынешних обстоятельствах Москвы, не зависть одна возбуждает недоброжелателей»

## Семья
Первым браком женат на девице графине Марии Андреевне Толстой (1765 — до 1806) — воспитаннице Императорского воспитательного общества благородных девиц при Смольном монастыре (2-й выпуск 1779 года), дочери тайного советника графа А. И. Толстого. От первого брака имел сына, прославленного военачальника, генерал-майора Ивана Алексеевича Арсеньева (1785 — 1.10.1851) и дочь Александру Алексеевну Иванову (1788 — 31.03.1869), супругу вице-консула в Париже, коллежского асессора Алексея Алексеевича Иванова (? — 1866), с 1853 года владевшую майоратом брата.
Вторым браком женат на девице Анне Петровне Шубинской (1786 — 13.08.1844), помещице Мышкинского уезда Ярославской губернии, родной сестре Н. П. Шубинского, начальника московских жандармов и директора Императорского Московского воспитательного дома. Похоронена в Московском Даниловом монастыре рядом с мужем. От второго брака имел дочь Марию Алексеевну Бегичеву (1806 — 28.06.1879), супругу виленского губернатора, действительного статского советника М. Л. Бегичева (1795 — 12.04.1866), также владевшую майоратом брата.

## Родственные связи
- Отец — Арсеньев Иван Михайлович (16.03.1726 — 05.01.1799), статский советник, опекун, член Московского опекунского совета. Сын, от первого брака, алексинского помещика Михаила Ивановича Арсеньева, подмастерья (ассистента преподавателя) С.-Петербургской морской академии; старший брат ген.-поручика Михаила Михайловича Арсеньева, иркутского гражданского губернатора. В службу записан в 1736; артиллерии фузилер в 1740; осадной артиллерии сержант в 1753; из подпоручиков с 9.02.1758 пожалован поручиком артиллерии; в том же чине поручика на 1764 был в отставке; из отставных обер-офицеров с сентября 1776 по июнь 1780 служил членом С.-Петербургской конторы Главного магистрата; с 2.09.1776 произведён в чин коллежского асессора; с 31.05.1779 произведён в надворные советники; в июне 1780 года, по новому «Законоположению», избран опекуном и одним из четырех присутствующих членов Московского опекунского совета, в ведении которого состоял Императорский Московский воспитательный дом и его учреждения, и переехал на службу в Москву; с 22.12.1784 произведён в коллежские советники; с 2.09.1793 произведён в статские советники; с июля 1795 по апрель 1797 года, вместе с другими членами Московского опекунского совета, был отстранен от службы на время расследования специальной комиссией, созданной распоряжением императорского совета от 12.07.1795, различных злоупотреблений, выявленных ревизорами при управлении Императорским Московским воспитательным домом и его учреждениями; указом Павла I от 24.04.1797, лишен звания опекуна. С.-Петербургский домовладелец: за ним был деревянный дом с фруктовым садом, на Большом проспекте, в 16-й линии Васильевского о-ва (1780); московский домовладелец, за ним двор в приходе церкви Св. Николая Чудотворца, что в Кобыльской (1799). Помещик: Соловского ст. Крапивенского у. (дер. Доробина, Дуброва тож), Конинского ст. Алексинского у. (с. Луковцы, дер. Пречистенское, Гордеевское тож) и Богородицкого у. Тульского нам-ва; Жабинского ст. Калязинского у. (пустоши Клинцово, Бревенки и Понтусово) Тверского нам-ва; Тарусского (с. Старкино и дер. Шипово) и Воротынского уездов Калужского нам-ва, а также Костромского у.; в 1784 разделил с братом — Михаилом, родительские недвижимые имения. Свояк Г. Р. Державина, состоял с ним в деловой переписке. Был женат на урожденной девице Екатерине Ивановне Дятловой, троюродной сестре Г. Р. Державина, в браке имел пять сыновей — Николая, Алексея, Петра, Павла, Сергея, и дочь — Варвару.